# Roger Sperry
Roger Wolcott Sperry (Hartford, 20 de agosto de 1913 — Pasadena, 17 de abril de 1994) foi um neurobiologista e fisiologista estaduniense.
Foi agraciado, junto com David Hubel e Torsten Wiesel, com o Nobel de Fisiologia ou Medicina de 1981, por pesquisas sobre a separação e identificação das funções dos hemisférios esquerdo e direito do cérebro.

## Biografia
Roger Sperry nasceu em Hartford, Connecticut, em 20 de agosto de 1913, filho de um banqueiro , Francis Bushnell e de Florence Kraemer Sperry, professora que estudou numa escola de finanças. Ele foi criado num ambiente de classe média que demandava realizações acadêmicas. Roger tinha um irmão, Russell Loomis. Seu pai morreu quando Roger tinha 11 anos. Posteriormente, sua mãe tornou-se assistente do diretor de um colégio local.

### Educação
Sperry frequentou o Hall High School em West Hartford, Connecticut, onde foi um atleta de destaque em inúmeros esportes, além de possuir uma performance acadêmica boa o suficiente para ganhar uma bolsa de estudos para a Oberlin College. Em Oberlin, foi capitão do time de basquete, além de participar em esportes como futebol americano, beisebol universitário e trekking. Também trabalhou numa cafeteria no campus para ajudar no custeio próprio. Sperry fazia graduação em Letras, mas fez uma disciplina de Introdução à Psicologia ministrada por um professor chamado R. H. Stetson, que havia trabalhado com William James, o pai da Psicologia Americana. Essa disciplina despertou o interesse de Sperry no cérebro e na sua capacidade de mudança. Stetson era portador de necessidades especiais e possuía dificuldade de se locomover, logo Sperry o auxiliava, dando carona para onde ele precisava ir, o que incluía levar Stetson para almoçar com colegas. Sperry ficava sentado à mesa ouvindo-os discutirem as respectivas pesquisas e outros assuntos de psicologia que os interessavam. Consequentemente, essa prática levou a um aumento ainda maior do interesse de Sperry pela área e, assim que ele se graduou em Letras por Oberlin, ele decidiu continuar estudando e fazer seu mestrado em Psicologia. Recebeu seu título de bacharelado em Letras em 1935 e seu título de mestrado em Psicologia em 1937. Recebeu seu Ph.D. em Zoologia da Universidade de Chicago em 1941, orientado por Paul A. Weiss. Posteriormente, Sperry realizou seu pós-doutorado com Karl Lashley na Universidade de Harvard, apesar de passar a maior pare do tempo com Lashley no Centro de Pesquisa em Primatas Yerkes, em Orange Park, Florida, nos Estados Unidos.

### Carreira
Enquanto fazia seu pós-doutorado em Harvard e no Centro de Pesquisa em Primatas Yerkes, Orange Park, Flórida, com Karl Lashley, ele reiniciou seus estudos com especificidade neuronal, cujo início se deu durante seu doutorado. Os estudos, realizados em salamandras e rãs, envolviam a secção do nervo óptico, a rotação do globo ocular em 180º e a reimplantação do mesmo. A pergunta por trás do experimento era se a visão do animal seria recuperada ao seu estado anterior após o procedimento, o que significaria que a regeneração dos nervos haveria seguido por caminhos novos, reconectando de modo a restituir uma visão normal. Caso a visão pós-procedimento fosse invertida horizontal e verticalmente, isso significaria que, de alguma maneira, os nervos haviam remontado os caminhos originais durante a regeneração. Esta última possibilidade foi a que se confirmou nos resultados experimentais, uma vez que os animais comportavam-se como se o mundo estivesse de “cabeça para baixo” e invertido horizontalmente, o que pôde ser visto quando os animais tentavam se alimentar, no caso das rãs, lançando a língua na direção oposta de onde a mosca se encontrava (caso ela estivesse para cima, lançavam para baixo). Mesmo com treinamento para corrigir tal inversão o comportamento se mantinha o mesmo. Esses estudos, que colaboraram com fortes evidências para a teoria de que a navegação neuronal se dava por meio de um “intrincado código regido por controle genético” (1963) culminou na Hipótese de Quimioafinidade de Sperry.
Em 1981, Sperry recebeu o Prêmio Nobel de Fisiologia ou Medicina pelas suas descobertas destrinchando a especialização funcional dos hemisférios cerebrais. Seus estudos envolveram pacientes com epilepsia, nos quais o corpo caloso (conjunto de fibras axonais que conectam os dois hemisférios do cérebro) havia sido seccionado para prevenir convulsões. Uma série de experimentos revelou não só como os dois hemisférios conseguem formular pensamentos, percepções e memórias independentemente, mas também como conexões neuronais são formadas e mantidas com um alto nível de precisão.

## Publicações
- "Sperry, R. W. (1945). «The problem of central nervous reorganization after nerve regeneration and muscle transposition». The Quarterly Review of Biology. 20 (4): 311–369. PMID 21010869. doi:10.1086/394990
- Sperry, R. W. (1951). «Regulative factors in the orderly growth of neural circuits». Growth (Suppl 10): 63–87. PMID 13151458
- Sperry, R. W. (1961). «Cerebral Organization and Behavior: The split brain behaves in many respects like two separate brains, providing new research possibilities». Science. 133 (3466): 1749–1757. PMID 17829720. doi:10.1126/science.133.3466.1749
- Sperry, R. W. (1963). «Chemoaffinity in the Orderly Growth of Nerve Fiber Patterns and Connections». Proceedings of the National Academy of Sciences of the United States of America. 50 (4): 703–710. Bibcode:1963PNAS...50..703S. PMC 221249. PMID 14077501. doi:10.1073/pnas.50.4.703
- "Interhemispheric relationships: the neocortical commissures; syndromes of hemisphere disconnection." (with M.S. Gazzaniga, and J.E. Bogen) In: P. J. Vinken and G.W. Bruyn (Eds.), Handbook Clin. Neurol (Amsterdã: North-Holland Publishing Co.) 4: 273–290 (1969)
- "Lateral specialization in the surgically separated hemispheres." In: F. Schmitt and F. Worden (Eds.), Third Neurosciences Study Program (Cambridge: MIT Press) 3: 5–19 (1974)
- Sperry, R. W. (1980). «Mind-brain interaction: Mentalism, yes; dualism, no». Neuroscience. 5 (2): 195–206. PMID 7374938. doi:10.1016/0306-4522(80)90098-6
- "Science and moral priority: merging mind, brain and human values." Convergence, Vol. 4 (Ser. ed. Ruth Anshen) Nova York: Columbia University Press (1982)
- Hamilton, C. R. (1998). «Paths in the brain, actions of the mind: Special issue in honor of Roger W. Sperry». Neuropsychologia. 36 (10): 953–954. PMID 9845044
- Girstenbrey, W. (1981). «The different faces of the hemispheres. The presentation of the Nobel Prize for Medicine and Physiology 1981 to the neurobiologists Sperry, Hubel and Wiesel». Fortschritte der Medizin. 99 (47–48): 1978–1982. PMID 7035316
- Ottoson, D. (1981). «Sperry has given us a new dimension on views of the higher functions of the brain». Läkartidningen. 78 (43): 3765–3773. PMID 7033697